# Elisabeth Hoffa
Elisabeth Hoffa (* 14. Mai 1889 in Würzburg; † 20. März 1988 in Leeds, England) war eine deutsche Ärztin und Tochter des Orthopäden Albert Hoffa.

## Leben
Elisabeth „Lizzi“ Hoffa studierte Medizin in Freiburg im Breisgau, München und Würzburg und absolvierte ihr praktisches Jahr an der Kinderklinik Dortmund und am Kinderhospital in Hamburg-Altona. 1921 erhielt sie ihre Approbation als Ärztin.
Von 1924 bis 1933 war sie niedergelassene Ärztin in Berlin-Wilmersdorf und wurde dort 1927 in die Ärztekammer gewählt. Von 1930 bis zum April 1933 war sie Vorsitzende des Bundes Deutscher Ärztinnen (BdÄ) und im Jahre 1930 Mitglied der Ärztekommission des Deutschen Schwimmverbandes.
Als Jüdin wurde Hoffa nach dem Gesetz zur Wiederherstellung des Berufsbeamtentums vom 7. April 1933 die Kassenzulassung entzogen. Noch im gleichen Jahr wurde sie „wegen nicht rein arischer Abstammung“ aus allen Ämtern entlassen und musste 1934 die ärztliche Tätigkeit aufgeben. Daraufhin emigrierte sie nach England und eröffnete 1935 eine Massagepraxis in London. Ab 1939 arbeitete sie dort als General Practioner (GP). Hoffa starb 1988 in Leeds.

## Quelle
- E. Seidler: Jüdische Kinderärzte 1933-1945: Entrechtet, geflohen, ermordet. Karger Publishers, 2007. ISBN 3805582846 (S. 161)

| Personendaten    | Personendaten    |
| ---------------- | ---------------- |
| NAME             | Hoffa, Elisabeth |
| ALTERNATIVNAMEN  | Hoffa, Lizzi     |
| KURZBESCHREIBUNG | deutsche Ärztin  |
| GEBURTSDATUM     | 14. Mai 1889     |
| GEBURTSORT       | Würzburg         |
| STERBEDATUM      | 20. März 1988    |
| STERBEORT        | Leeds, England   |